# Pueblo Rico
Pueblo Rico is een gemeente in het Colombiaanse departement Risaralda. De gemeente telt 11.436 inwoners (2005). Pueblo Rico is gelegen op de westelijke flank van de Cordillera Occidental ongeveer 95 kilometer ten noordwesten van de departementshoofdstad Pereira. Door de gemeente stromen onder andere de rivieren San Juan en Tatamá.

## Nationaal park
Binnen de gemeentegrenzen bevindt zich een deel van het nationaal park Parque nacional natural Tatamá.
Apía · Balboa · Belén de Umbría · Dosquebradas · Guática · La Celia · La Virginia · Marsella · Mistrató  · Pereira · Pueblo Rico · Quinchía · Santa Rosa de Cabal · Santuario